# Franciszek Bartoszak
Franciszek Bartoszak (ur. 2 stycznia 1908 w Zielonogórze, zm. 16 stycznia 1993) – mat Polskiej Marynarki Wojennej, członek załogi i obrońca Wojskowej Składnicy Tranzytowej na Westerplatte w wojnie obronnej 1939, w 1990 mianowany podporucznikiem w stanie spoczynku.

## Życiorys

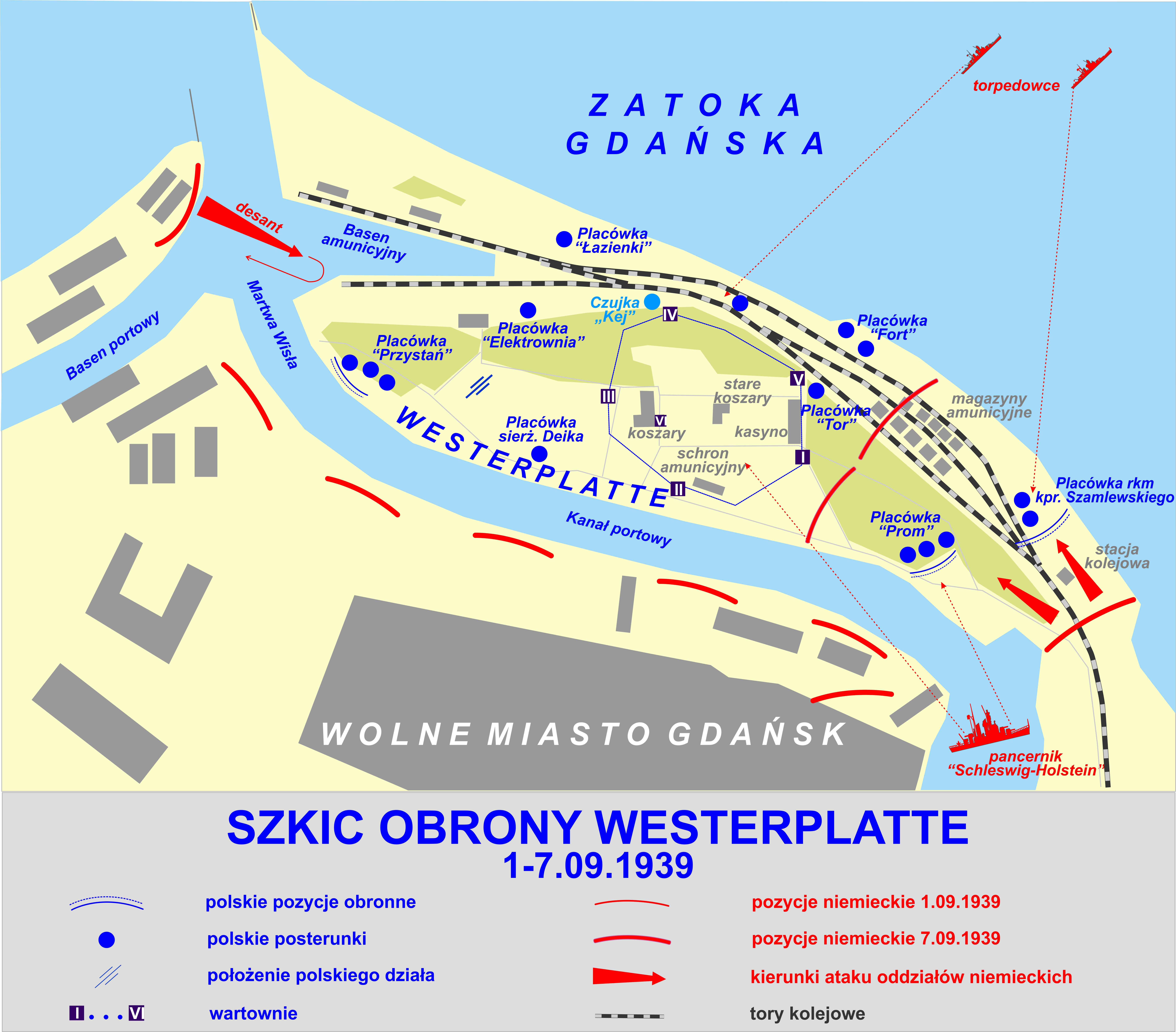
Obrona Westerplatte

Urodził się w Zielonogórze, jako syn Józefa (pilota barki rzecznej) i Antoniny z domu Napierało. Ukończył siedem klas szkoły powszechnej i dwie klasy gimnazjum w Szamotułach. W 1928 wstąpił ochotniczo do Marynarki Wojennej. Początkowo służył w Świeciu nad Wisłą, a następnie w Gdyni. 12 maja 1938 został przydzielony na Westerplatte jako mat zawodowy. Był kierownikiem motorówki będącej w dyspozycji Komisariatu Generalnego RP w Gdańsku. W połowie sierpnia 1939 uczestniczył w incydencie ostrzelania motorówki, na pokładzie której znajdował się płk Wincenty Sobociński z małżonką. W czasie obrony był na placówce „Łazienki”. Drugiego dnia obrony Bartoszak zgłosił się na ochotnika, że popłynie kajakiem lub wpław do Gdyni i sprowadzi pomoc dla obrońców. Dowódcy obrony Westerplatte nie wyrazili zgody na realizację pomysłu Bartoszaka. W trakcie walk został ranny w rękę i lewą nogę. 
Po kapitulacji Westerplatte był jeńcem Stalagu I A Stablack w Prusach Wschodnich. 20 grudnia 1941 zwolniony do domu z powodu choroby. Dołączył do rodziców w Jędrzejowie (dokąd zostali przesiedleni). Do końca wojny pracował w Jędrzejowie jako magazynier w mleczarni. Wstąpił do AK. Brał udział w akcjach we Włoszczowie, Nagłowicach, Szczekocinach. W marcu 1945 po rozwiązaniu się oddziału partyzanckiego wrócił do służby w Marynarce Wojennej. Przyjechał do Gdańska–Nowego Portu i został podkomendnym kpt. Franciszka Dąbrowskiego. 3 marca 1947 zgodnie z rozkazem (nr 992/VII) stawił się w Ministerstwie Obrony Narodowej Departament Personalny w Warszawie, gdzie otrzymał natychmiastowe zwolnienie ze służby wojskowej. Od 30 kwietnia 1947 do 30 kwietnia 1971 pływał jako kapitan na jednostkach rybackich PPDiR „Dalmor” w Gdyni, „Odra” w Świnoujściu, „Gryf” w Szczecinie. Po przejściu na emeryturę od 1974 do 1992 oprowadzał wycieczki po wnętrzach wartowni nr 1 na Westerplatte. W 1990 otrzymał rentę inwalidy wojennego oraz nominację na stopień podporucznika w stanie spoczynku. Brał udział w spotkaniach z młodzieżą, uroczystościach związanych z wręczaniem sztandarów szkołom im. Obrońców Westerplatte. 
Był żonaty z Felicytą, miał dwoje dzieci.  
Został pochowany na cmentarzu komunalnym w Sopocie (kwatera N2-1-10). 

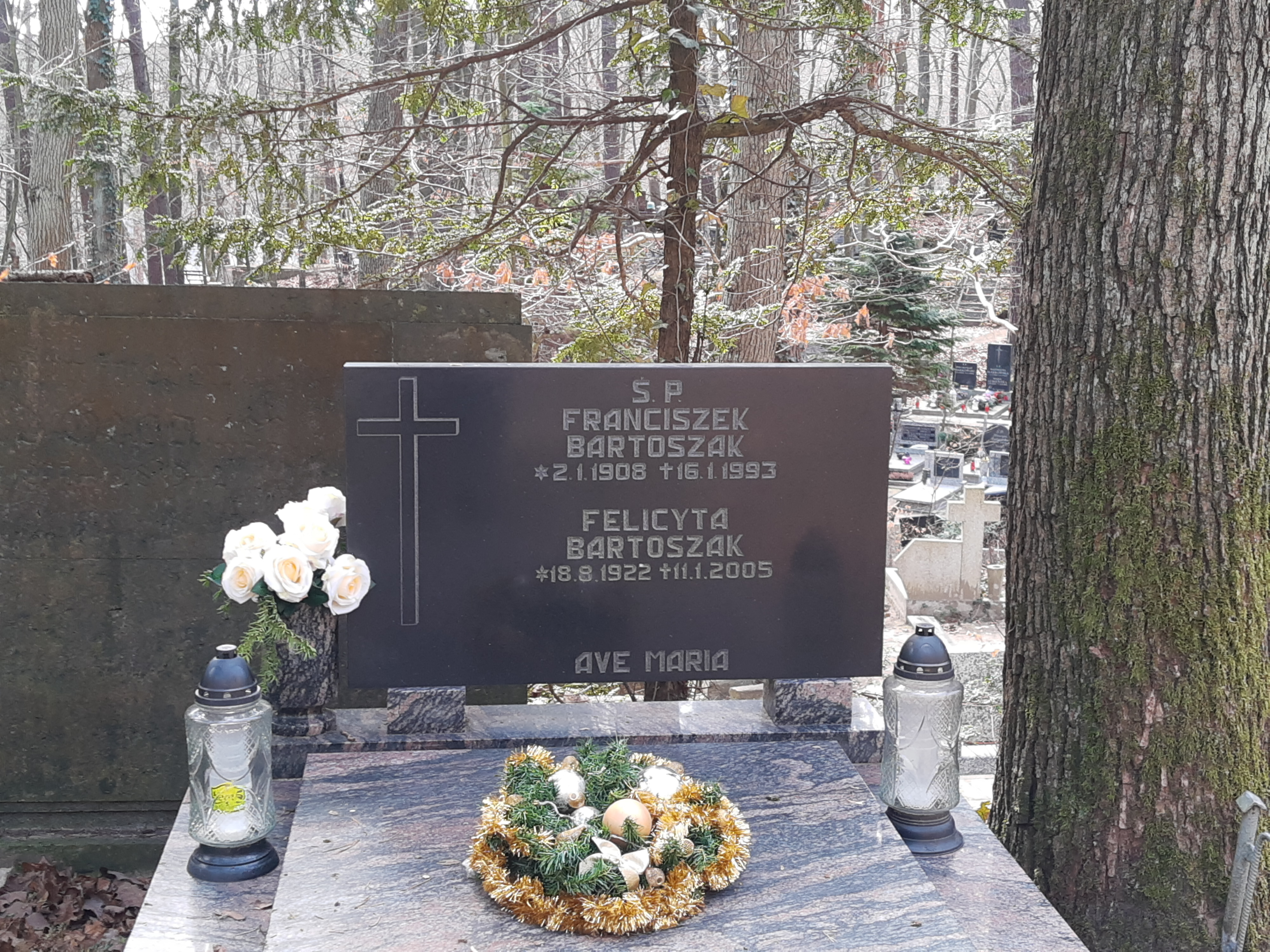
Grób Franciszka Bartoszaka na cmentarzu komunalnym w Sopocie

## Upamiętnienie
- Tablica na Westerplatte z nazwiskiem Bartoszaka[8]
- W filmie Westerplatte Stanisława Różewicza z 1967 roku w postać Franciszka Bartoszaka wcielił się Roman Wilhelmi[9].

## Odznaczenia
- Srebrny Krzyż Orderu Virtuti Militari (1945)
- Order Sztandaru Pracy, II klasy (1964)
- Odznaka Grunwaldzka (1946)
- Medal za Odrę, Nysę i Bałtyk (1946)
- Medal „Za udział w wojnie obronnej 1939" (1982)
- Złota Odznaka Zasłużony Pracownik Morza - dwukrotnie (1956 i 1969)
- Srebrna Odznaka Zasłużony Pracownik Morza - dwukrotnie (1958 i 1963)
- odznaka honorowa „Za zasługi dla Miasta Gdańska” (1984)